# Gustav Metz

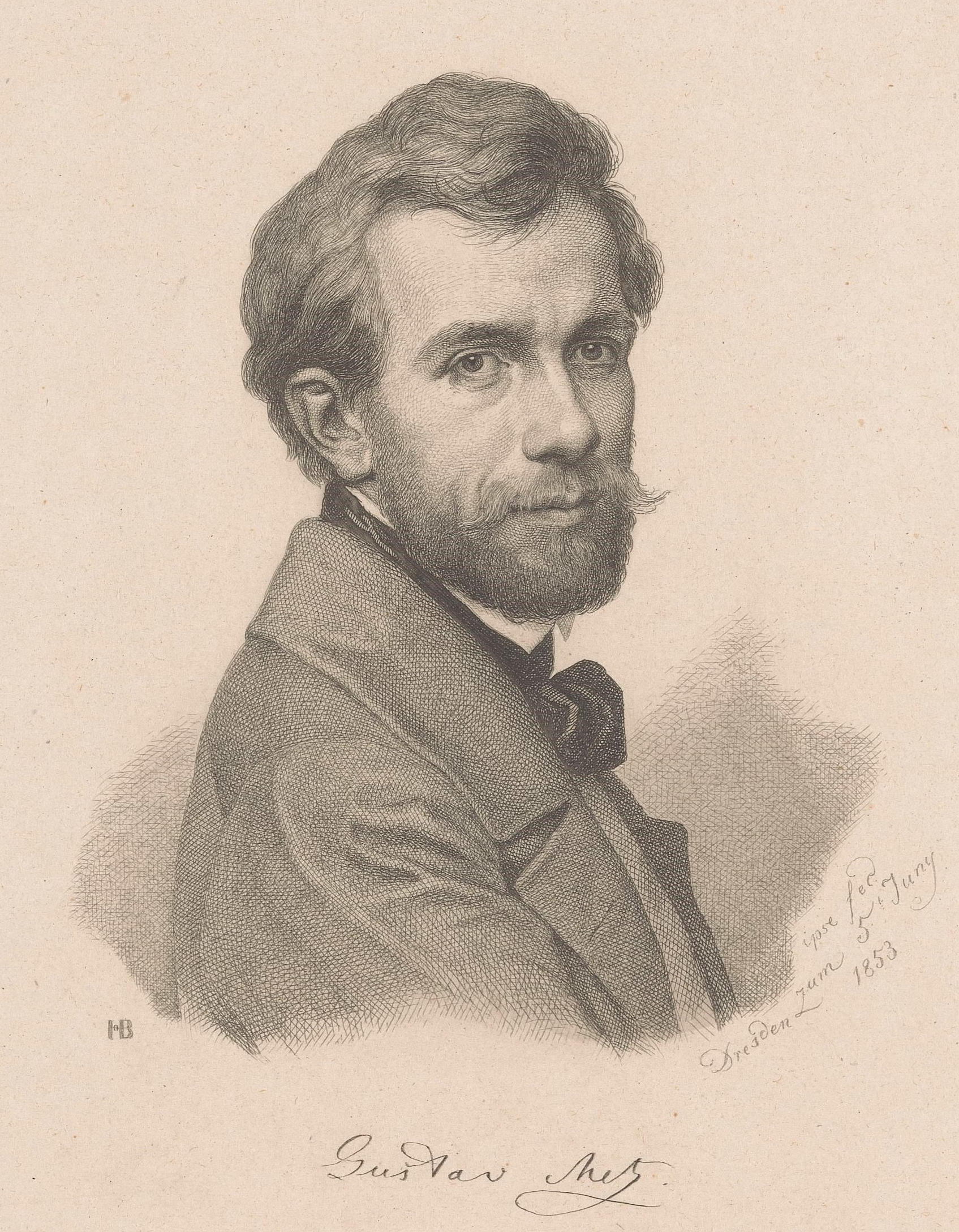
Gustav Metz, porträtiert von Hugo Bürkner (1853)

Gustav Ferdinand Metz (* 29. Oktober 1816 in Brandenburg an der Havel; † 30. Oktober 1853 in London) war ein deutscher Maler und Bildhauer.

## Leben und Schaffen
Der Sohn eines Materialwarenhändlers absolvierte eine kaufmännische Lehre, schlug dann jedoch einen künstlerischen Berufsweg ein. Seine Neigungen führten ihn zunächst zur Bildhauerei, die er bei Christian Daniel Rauch in Berlin und Ernst Rietschel in Dresden erlernte. Im Ergebnis entstand 1836 die einzige Skulptur, mit der Metz – erst 20-jährig – an die Öffentlichkeit trat: die Figur eines Fischerknaben.
In Dresden wechselte Gustav Metz das Fach und studierte nun Malerei bei Eduard Bendemann, an der dortigen Akademie der Künste. Wie sein akademischer Lehrer widmete er sich zunächst historischen Sujets, etwa in seinem Gemälde „Die Gefangennahme des Grafen Helfenstein“, mit dem er 1846 an der Kunstausstellung in Hannover teilnahm. Als „das beste der in diesem Jahre hier gewesenen Stücke dieser Gattung“ wurde es von König Ernst August I. gekauft.

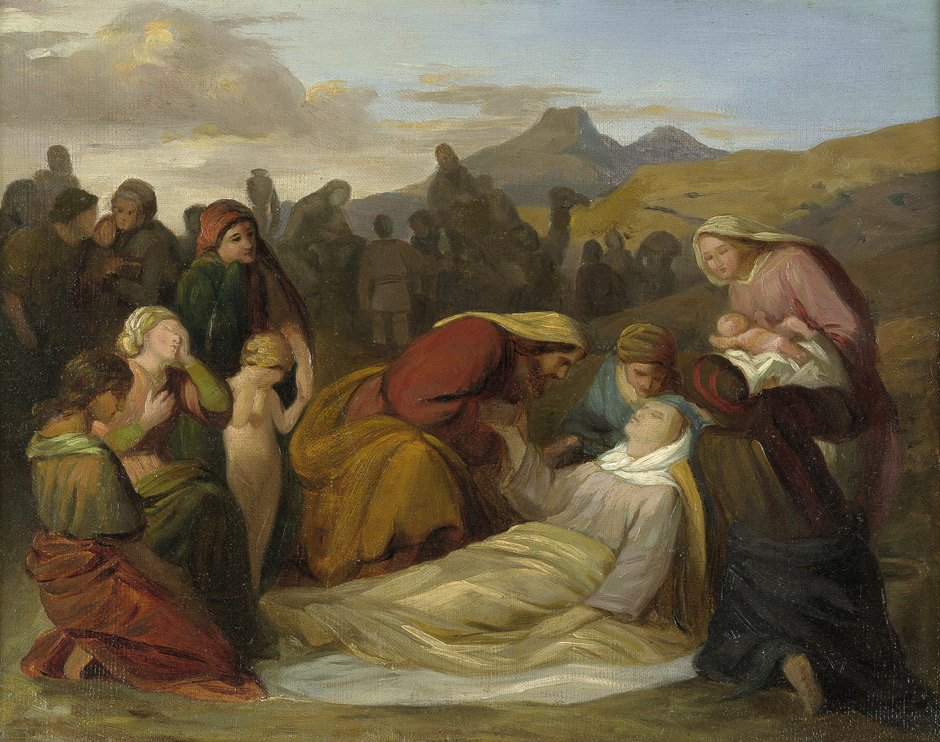
Gustav Metz: „Der Tod der Rahel“

Des Weiteren schuf er religiöse Darstellungen, wie „Der Tod der Rahel“ nach einer alttestamentlichen Erzählung. Dieses Gemälde wurde 1848 auf der Berliner Akademieausstellung gezeigt. Metz hatte es in Rom gemalt, wo er sich seit 1845 aufhielt. Dort beschäftigte er sich auch mit Landschaftsstudien.
Seine eigentliche Erwerbstätigkeit als Künstler wurde jedoch die Porträtmalerei. Zu diesem Zweck ging er nach London, wo er Aufträge von dort lebenden deutschen Familien erhielt. In London starb Gustav Metz im Alter von 37 Jahren, an der Cholera.
Den größten Teil des künstlerischen Nachlasses von Gustav Metz schenkte seine Familie im Jahr 1900 der Stiftung Wredowsche Zeichenschule in Brandenburg an der Havel. Der Nachlass von Gustav Metz befindet sich in Teilen in der Stiftung Wredowsche Zeichenschule und in Teilen im Stadtmuseum Brandenburg an der Havel. Der rückgegebene Teil wird im Auftrag der Stiftung Wredowsche Zeichenschule schrittweise erfasst.